# Adriana Gerši
Adriana Gerši (Šternberk, 2 giugno 1976) è un'ex tennista ceca.

## Carriera
Nel corso della sua carriera ha vinto 5 titoli ITF di singolare e uno di doppio. Nei tornei del Grande Slam ha ottenuto i suoi migliori risultati raggiungendo il terzo turno nel singolare all'Australian Open nel 1998 e all'US Open nel 2000. Nel 2000 ha rappresentato il suo Paese alle Olimpiadi, ma non è andata oltre il primo turno. Si è ritirata due anni dopo.

## Statistiche

### Risultati in progressione
| Sigla | Risultato               |
| ----- | ----------------------- |
| V     | Vincitore               |
| F     | Finalista               |
| SF    | Semifinalista           |
| O     | Oro olimpico            |
| A     | Argento olimpico        |
| SF    | Bronzo olimpico         |
| QF    | Quarti di Finale        |
| 4T    | Quarto turno            |
| 3T    | Terzo turno             |
| 2T    | Secondo turno           |
| 1T    | Primo turno             |
| RR    | Round Robin             |
| LQ    | Turno di qualificazione |
| A     | Assente                 |
| ND    | Non disputato           |

| Legenda superfici    |
| -------------------- |
| Cemento              |
| Terra battuta        |
| Erba                 |
| Superficie variabile |

#### Singolare nei tornei del Grande Slam
| Torneo          | 1997 | 1998 | 1999 | 2000 | 2001 | 2002 |
| --------------- | ---- | ---- | ---- | ---- | ---- | ---- |
| Australian Open | 2T   | 3T   | 1T   | 2T   | 1T   | 1T   |
| Open di Francia | 1T   | 2T   | 2T   | 2T   | 1T   | 1T   |
| Wimbledon       | 1T   | 1T   | A    | 1T   | 1T   | 1T   |
| US Open         | 1T   | 1T   | 2T   | 3T   | 2T   | 1T   |

#### Doppio nei tornei del Grande Slam
Nessuna partecipazione

#### Doppio misto nei tornei del Grande Slam
Nessuna partecipazione

## Vittorie contro giocatrici Top 10
| Stagione | 2001 | Totale |
| Vittorie | 1    | 1      |

| #    | Giocatrice  | Ranking | Evento                          | Superficie | Turno | Punteggio     | Rank. AGR |
| ---- | ----------- | ------- | ------------------------------- | ---------- | ----- | ------------- | --------- |
| 2001 |             |         |                                 |            |       |               |           |
| 1.   | Mary Pierce | 8       | Qatar Total Fina Elf Open, Doha | Cemento    | 2T    | 6-4, 5-7, 6-0 | 77        |